# Rojewo (gmina)
Pour les articles homonymes, voir Rojewo.
Rojewo est une gmina rurale du powiat de Inowrocław, Couïavie-Poméranie, dans le centre-nord de la Pologne. Son siège est le village de Rojewo, qui se situe environ 13 km au nord d'Inowrocław, 28 km au sud-ouest de Toruń, et 30 km au sud-est de Bydgoszcz.
La gmina couvre une superficie de 120,21 km2 pour une population de 4 603 habitants.

## Géographie
La gmina est bordée par les gminy de Gniewoszów, Kozienice, Pionki, Policzna et Sieciechów.